# Ludwig Friedrich Wilhelm von Gemmingen
Ludwig Friedrich Wilhelm von Gemmingen (* 28. September 1794; † 7. Oktober 1858) war großherzoglich badischer Kammerherr und stellvertretender Vizepräsident der Ersten Kammer der Badischen Ständeversammlung.

## Leben
Er war der Sohn des August Wilhelm von Gemmingen (1738–1795) und der Charlotta Franziska von Gemmingen-Guttenberg (1770–1814). Er wurde in Stuttgart erzogen und erlernte die Jägerei. Er wurde großherzoglicher Kammerherr und Oberforstrat. Er gehörte von 1839 bis 1858 als vom Großherzog ernanntes Mitglied der Ersten Kammer der Badischen Ständeversammlung an und war 1857 bis 1858 Stellvertreter des Zweiten Vizepräsidenten der Kammer.

## Familie
Er war ab 1817 mit Josepha von Lassolaye (1795–1824) verheiratet. Nach deren frühem Tod ging er mit Emma Sebastiane Karoline von Gemmingen-Bonfeld (1804–1865) eine zweite Ehe ein. Aus den Ehen gingen folgende Kinder hervor:
- Anna Josepha (1818–1890) ⚭ Heinrich Seutter von Lötzen
- Otto (1823–1890) ⚭ Sarah Stewart of Ardvorlick (1829–1910)
- Wilhelm Dietrich (1827–1903), preußischer General der Kavallerie
- Karl Reinhard (1828–1858), badischer Dragoneroffizier
- Eduard Eberhard (1829–1871), badischer Major
- August (1830–1892), badischer Kammerherr
- Hermann (1833–1847)